# هانه لوره بوروش
هانه لوره بوروش (آلمانی: Hannelore Burosch؛ زادهٔ ۱۶ نوامبر ۱۹۴۷) بازیکن هندبال اهل آلمان بود.